# Axel Telzerow
Axel Telzerow (* 20. September 1970) ist ein deutscher Journalist und Berater.

## Leben
Telzerow wuchs in Minden auf. 1990 absolvierte er am Herder-Gymnasium Minden sein Abitur. Telzerow studierte daraufhin von 1992 bis 1994 an der Justus-Liebig-Universität Gießen und von 1994 bis 1996 an der Heinrich-Heine-Universität in Düsseldorf die Studienrichtungen Neuere und Mittlere Geschichte, Politikwissenschaft und Journalistik.
Telzerow ist verheiratet und lebt mit seiner Familie in Hamburg.

## Karriere
1998 wurde er zunächst Redaktionsassistent und nach drei Jahren Chefredakteur von PC Praxis beim Verlag Data Becker. 2007 wechselte er zum Axel-Springer-Verlag und wurde zunächst stellvertretender Chefredakteur der Computer Bild. 2012 wurden die Print- und Online-Redaktion der Computer Bild zusammengelegt und mit der Computer Bild Spiele und der Audio Video Foto Bild in der Computer Bild Digital GmbH zusammengefasst. Telzerow wurde im Rahmen dieses Umbaus Chefredakteur dieser Magazine und Herausgeber der Online-Auftritte. Im selben Jahr wurde unter seiner Führung der Relaunch der Magazine in Print und Online gestartet. 2014 übernahm Telzerow dann auch die Chefredaktion von Computerbild.de.
2013 veröffentlichte die Computer-Bild-Gruppe die neuen Magazin-Formate eHome, Der Griller, PerfektInk und Serienstar, 2015 wurde die Website Testgarage.com gegründet, die Testberichte der Computerbild in englischer Sprache für den amerikanischen Markt aufbereitete, und die nach nur wenigen Monaten wieder aufgelöst wurde. Ebenfalls von Telzerow initiierte Online-Projekte sind ekitchen.de, evivam.de und egarden.de. 2016 wurde unter seiner Führung die Test Bild herausgebracht. In der Computer Bild hatte Telzerow seine eigene wöchentliche Tech-Kolumne.
2017 verließ er den Axel-Springer-Verlag und gründete seine eigene Beratungsagentur Axel Telzerow Editorial Consulting. 2018 übernahm er den Posten als Chief Content Officer in Kai Diekmanns Kommunikationsagentur Storymachine.
Ab Dezember 2019 war Telzerow Chefredakteur des Bereichs Consumer Media der Funke-Mediengruppe. Im Zuge dessen wurde er 2020 Chefredakteur des Magazins ImTest sowie 2022 von Fototest. Nach der Übernahme des Magazins 4Players durch die Funke-Mediengruppe im März 2022 wurde Telzerow auch dessen Chefredakteur; die Position hatte er bis April 2023 inne. Im August 2023 wurde er als Nachfolger von Volker Pigors zum Chefredakteur und Herausgeber des zu Funke gehörenden Hifi-Magazins Stereo, dabei wurden unter seiner Leitung Produkttests erweitert und ein neues Bewertungssystem eingeführt. Zugleich blieb er in seinen Funktionen als Chefredakteur von ImTest und Fototest. Im Mai 2024 verließ Telzerow die Funke-Mediengruppe und gab seine Positionen als Chefredakteur ab; die Funke-Mediengruppe würdigte in diesem Zusammenhang, dass Telzerow den Auf- und Ausbau ihrer Verbrauchermagazine mitgestaltet habe.
Seit Dezember 2024 ist Telzerow als Chief Operating Officer für das Online-Magazin Netzwelt tätig. Ebenfalls ist er Gründer und verantwortlicher Redakteur des Online-Magazins OutdoorMonster, das Produkte für Outdoor-Aktivitäten, Camping und Reisemobile bespricht.

## Bendgate
2014 wurde bekannt, dass das neue iPhone 6 mit geringem Kraftaufwand verbogen werden kann. Telzerow demonstrierte dies in einem Video. Als Reaktion darauf schloss Apple die Computer Bild von Events und Testprodukten aus. Das Ereignis fand Resonanz (als Bendgate) in der nationalen und internationalen Presse.

## Publikationen
- Die 150 besten Camping- und Outdoor-Produkte. Funke-Medien, Hamburg 2023, ISBN 978-3-95856-165-6.